# 산마르코

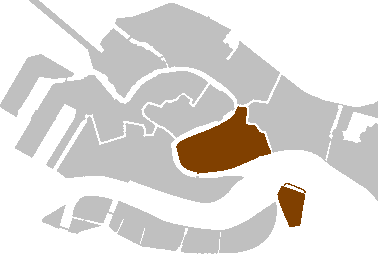
산마르코

산마르코(San Marco)는 이탈리아 베네치아의 세스티에레 (구) 중 하나이다.